# Satyrichthys rieffeli
Satyrichthys rieffeli är en fiskart som först beskrevs av Kaup, 1859.  Satyrichthys rieffeli ingår i släktet Satyrichthys och familjen Peristediidae. Inga underarter finns listade i Catalogue of Life.